# Álvaro Navia Osorio y Vigil de Quiñones
Álvaro Navia Osorio y Vigil de Quiñones. (París, 1728 - Burgos, 1788), militar español. 
Álvaro Navia Osorio y Vigil de Quiñones fue hijo de Álvaro Navia Osorio y Vigil, III Marqués de Santa Cruz de Marcenado, de ahí el hecho de su nacimiento en la ciudad de París cuando su padre ocupaba allí el cargo de embajador. Participó en las guerras españolas en Italia donde fue herido y ascendido al grado de teniente general de los Reales Ejércitos. Fue nombrado embajador en la Corte de Suecia en 1761 e igualmente desempeñó dicho cargo en las embajadas españolas de Lisboa, San Petersburgo, La Haya y Turín. Fue este Álvaro Navia Osorio el que realizó el famoso viaje, relatado por Jovellanos penetrando por el puerto de Ventana, cuando aún no estaba abierta la carretera para carruajes, demostrando la posibilidad de alcanzar por esa ruta Castilla desde Asturias.
- Datos: Q6172868